# Lhendup Tshering
Lhendup Tshering, född 5 juni 1947, är en bhutanesisk bågskytt. Han deltog vid olympiska sommarspelen 1984.